# Steven Shittu
Stephen Shittu est un joueur de volley-ball belge né le 11 septembre 1973 à Lagos (Nigéria). Il mesure 2,00 m et joue pointu (Opposite).

## Carrière
Stephen Shittu commence sa carrière avec les Mallory Eagles de Londres. Avec ce club, il devient champion national à six reprises (1988, 1989, 1990, 1991, 1992 et 1993) et remporte la Coupe d'Angleterre à quatre reprises (1988, 1989, 1990 et 1993). En 1993, il passe à la compétition belge, où il commence à jouer pour Knack Roeselare. En tant que joueur de ce club, il a remporté la Coupe de Belgique cette saison-là (1993-1994). Il joue ensuite successivement pour Hemixem VC, VC Lennik et VC Zorgvliet Anvers. Lors de la saison 1997-98, il joue à nouveau pour Roulers, avec lequel il atteint la finale de la Challenge Cup. Par la suite, il défend les couleurs du VC Maaseik, équipe avec laquelle il devient à la fois champion national et vainqueur de la coupe en 1998-1999. Il a également remporté la Supercoupe à deux reprises avec ce club (1998 et 1999) et a atteint les demi-finales de la Ligue des champions en 1999 et la finale en 2000. Il a également joué la finale de la Supercoupe d'Europe avec Maaseik en 1999-2000.
Shittu a ensuite joué pour l'équipe espagnole Unicaja Costa de Almería, avec laquelle il est devenu champion national et a atteint les demi-finales de la Coupe CEV. Par la suite, il a été actif dans divers clubs italiens. En 2008, il a ensuite été transféré au Syndicat de la police qatarie. Après deux saisons dans ce club, Shittu est retourné en Belgique, où il a évolué pour VC Averbode puis Axis Guibertin.
Il était également membre de l'équipe belge de volley-ball.
Shittu vivait à Oetingen près de Gooik. Il est porté disparu depuis le 6 avril 2012. Pendant un temps, un agriculteur voisin a été soupçonné de la disparition, mais le parquet a décidé de ne pas le poursuivre.

## Clubs
| Club                        | Pays       | De        | À         |
| --------------------------- | ---------- | --------- | --------- |
| Mallory Eagles London       | Angleterre | 1987-1988 | 1992-1993 |
| Knack Roeselare             | Belgique   | 1993-1994 | 1993-1994 |
| Hemix Hemiksem              | Belgique   | 1994-1995 | 1994-1995 |
| VC Pepe Jeans Lennik        | Belgique   | 1995-1996 | 1995-1996 |
| VC Zorgvliet Hoboken        | Belgique   | 1996-1997 | 1996-1997 |
| Knack Roeselare             | Belgique   | 1997-1998 | 1997-1998 |
| Noliko Maaseik              | Belgique   | 1998-1999 | 1998-1999 |
| Unicaja Almeria             | Espagne    | 2000-2001 | 2000-2001 |
| Asti                        | Italie     | 2001-2002 | 2001-2002 |
| Schio                       | Italie     | 2002-2003 | 2002-2003 |
| Bassano                     | Italie     | 2003-2004 | 2004-2005 |
| Pineto                      | Italie     | 2005-2006 | 2005-2006 |
| Tonno Callipo Vibo Valentia | Italie     | 2006-2007 | 2006-2007 |
| Fiorese Spa Bassano         | Italie     | 2007-2008 | 2007-2008 |
| Police Union                | Qatar      | 2008-2009 | 2009-2010 |
| Toyota Wouters Averbode     | Belgique   | 2010-2011 | 2010-2011 |
| Axis Shanks Guibertin       | Belgique   | 2011-2012 | 2011-2012 |

## Palmarès
- UK National Super League: 1988, 1989, 1990, 1991, 1992, 1993
- Championnat de Belgique : 1999
- Coupe de Belgique : 1999
- Supercoupe de Belgique : 1999
- Championnat d'Espagne : 2001